# 토키와 미도리
토키와 미도리 (常磐緑, ときわ みどり)는 일본의 만화가이다.

## 인물
보통 이름이 이와「磐」미도리로 발음되지만, 반「盤」미도리로 잘못 발음되기도 한다.

## 작품 목록
- 녹는 몸은 을녀색 (蕩けるカラダは乙女色, 2020년 12월16일 발매)[2][3]
- 모르는 거 알고 싶니? (知らないこと知りたいの？, 2023년 4월 27일 발매）[4]